# 복주류약제선우
복주류약제선우(復株絫若鞮單于, ? ~ 기원전 20년)는 흉노의 선우다. 성은 연제(攣鞮), 이름은 조도막고(雕陶莫皋)다. 호한야선우와 대연지의 장남이다.

## 생애
호한야선우와 대연지(제2황후) 사이의 장남으로 호한야선우의 모든 아들 중 장남이다. 호한야선우는 전거연지(제1황후)의 장남 저막거(후의 거아약제선우)를 선우로 세우려 했으나, 나이가 어려 전거연지가 반대하고 자기 동생의 장남인 조도막고를 세우기를 원해 후계자가 될 수 있었다. 대신 호한야선우는 복주류약제선우 이후 동생들에게 선우위를 물려주게 했다. 기원전 31년, 아버지가 죽자 선우가 됐다.
즉위 후, 아들 우치로아왕(右致盧兒王)과 혜해도노후(醯諧屠奴侯)를 한나라에 보내 황제를 모시게 하고, 친동생 저미서를 좌현왕, 저막거는 좌록리왕, 저막거의 동생 낭지아사(후의 오주류약제선우)는 우현왕으로 삼았다. 그리고 서모 왕소군을 처로 삼았다(수계혼).
기원전 28년, 우고림왕 이사막연을 한나라에 보내 공물을 바치고 정월 조회에 참석하게 했는데, 이사막연이 한나라에 투항하려 했으나 한나라 조정은 흉노와의 우호관계를 깨고 싶지 않아서 이사막연을 돌려보냈다. 이사막연의 관위는 그대로 두었으나 다시는 한나라로 보내지 않았다. 기원전 27년 정월, 미리 한나라에 얘기를 해두고 친히 입조했다.
기원전 20년 죽어, 동생 저미서가 수해약제선우로 뒤를 이었다.

## 가계
- 호한야선우 계후산
  - 복주류약제선우 조도막고
  - =?
    - 우치로아왕
    - 혜해도노후

  - =왕소군
    - 수복거차(須卜居次)[2] 운(云)
    - 당우거차(當于居次)

  - 수해약제선우 저미서
  - 거아약제선우 저막거
  - 오주류약제선우 낭지아사

## 출전
- 반고: 《한서》 권94 하 흉노전제64 하